# Rata Blanca (álbum)
Rata Blanca es el primer álbum de estudio del grupo musical de Argentina del mismo nombre, editado por Vertigo Records en 1988. El álbum fue grabado en los estudios Buenos Aires Records, en agosto de ese mismo año, y es el único álbum del grupo con Saúl Blanch en las voces. Rata Blanca fue originalmente publicado en disco de vinilo y cassette, siendo editado en CD en 1993 por Philips Records. Fue presentado el 17 de diciembre de 1988 en el Teatro Alfil.

## Detalles

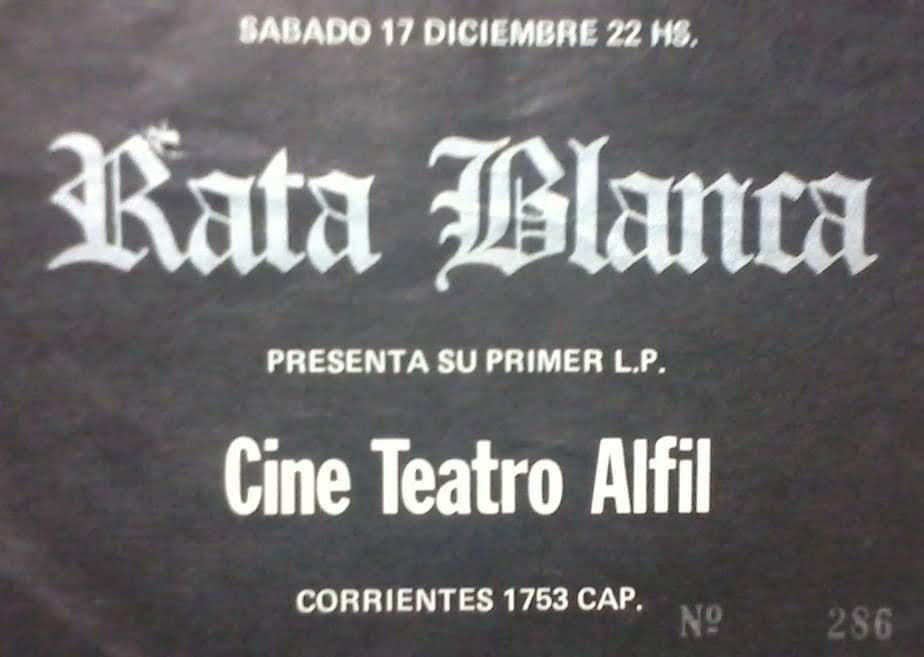
Entrada para un concierto de Rata Blanca y la presentación de su primer álbum de estudio el 17 de diciembre de 1988 en el Teatro Alfil.

Luego de tres años desde su formación a Rata Blanca se le presentó la oportunidad de grabar su primer álbum de estudio, en 1988, a través de la filial argentina del sello PolyGram, Saúl Blanch había abandonado el grupo musical un tiempo atrás, siendo reemplazado alternativamente por Carlos Périgo, Rodolfo Cava y finalmente Shito Molina, quien iba a ser el cantante en el momento de la grabación, pero Molina no pudo ser de la partida por problemas personales. 
El grupo no tenía tiempo para probar con un cantante nuevo, ya que la compañía perdería el interés en editar el álbum si la grabación se demoraba demasiado, por lo que le pidieron a Blanch que volviera temporalmente al grupo, para poder grabar el álbum. Rata Blanca fue al fin lanzado en octubre de 1988 por Vertigo/PolyGram, con «El sueño de la gitana» y «Chico callejero» como canciones más destacadas, las cuales obtuvieron considerable difusión radial para un grupo de heavy metal local.
El álbum fue presentado en diciembre de 1988 en el Teatro Alfil de Buenos Aires con lleno total, no obstante Saúl Blanch volvió a alejarse del grupo musical a principios de 1989, momento en que el grupo consiguió al cantante Adrián Barilari como reemplazo estable, junto al tecladista Hugo Bistolfi, constituyéndose Rata Blanca en sexteto para el próximo álbum Magos, espadas y rosas. 
Walter Giardino compuso las canciones «Gente del sur», «Rompe el hechizo» y «Chico callejero» cuando todavía era miembro de V8, hacia 1985. Ricardo Iorio y Miguel Roldán rechazaron dichas canciones por pertenecer al metal clásico, género que se caracteriza por solos de guitarra y pasajes instrumentales largos.
Según cuenta Giardino: 

El primer día, cuando Ricardo vino a mi casa del Bajo Flores, tocó timbre y nos sentamos a hablar. Yo le dije que me parecía que no iba a funcionar porque V8 tenía la cabeza en Motörhead y yo en Deep Purple. Él decía que sí iba a resultar. Finalmente no funcionó.

Algunas canciones son de la autoría de Roberto Conso, quien fue el mánager y productor del grupo musical -en su etapa más exitosa- desde su primer álbum hasta el quinto.

## Lista de canciones

### Lado A
| N.º | Título             | Escritor(es)                  | Duración |  |
| 1.  | «La misma mujer»   | Walter Giardino               | 7:22     |  |
| 2.  | «Sólo para amarte» | Walter Giardino / Saúl Blanch | 5:37     |  |
| 3.  | «Gente del sur»    | Walter Giardino               | 7:56     |  |
| 4.  | «Rompe el hechizo» | Walter Giardino               | 6:10     |  |

### Lado B
| N.º | Título                  | Escritor(es)    | Duración |  |
| 1.  | «El sueño de la gitana» | Walter Giardino | 7:06     |  |
| 2.  | «Chico callejero»       | Walter Giardino | 4:36     |  |
| 3.  | «Preludio obsesivo»     | Roberto Conso   | 3:32     |  |
| 4.  | «El último ataque»      | Roberto Conso   | 8:08     |  |
| 5.  | «Otoño medieval»        | Roberto Conso   | 2:36     |  |

## Canciones descartadas
- La piedra sagrada
- Frente a tus ojos
- La bruja blanca
- Rey de la revolución (Jesús en el barrio)
- Héroe de la eternidad
- La canción del guerrero

## Formación
- Walter Giardino: Guitarra líder y guitarra española.
- Saúl Blanch: Voz.
- Sergio Berdichevsky: Guitarra rítmica.
- Gustavo Rowek: Batería.
- Guillermo Sánchez: Bajo.
- Pablo Duchovny: Teclado.

## Gira musical
La primera gira musical de Rata Blanca comenzó el 17 de diciembre de 1988 y terminó el 16 de enero de 1990. Durante la primera parte estuvo Saúl Blanch como cantante, quien se alejó del grupo musical por su diferencia de edad y objetivos respecto a los demás músicos, y fue reemplazado por Adrián Barilari. Realizaron 11 conciertos, la gira musical más corta de la historia del grupo.